# Hojo Nakatoki

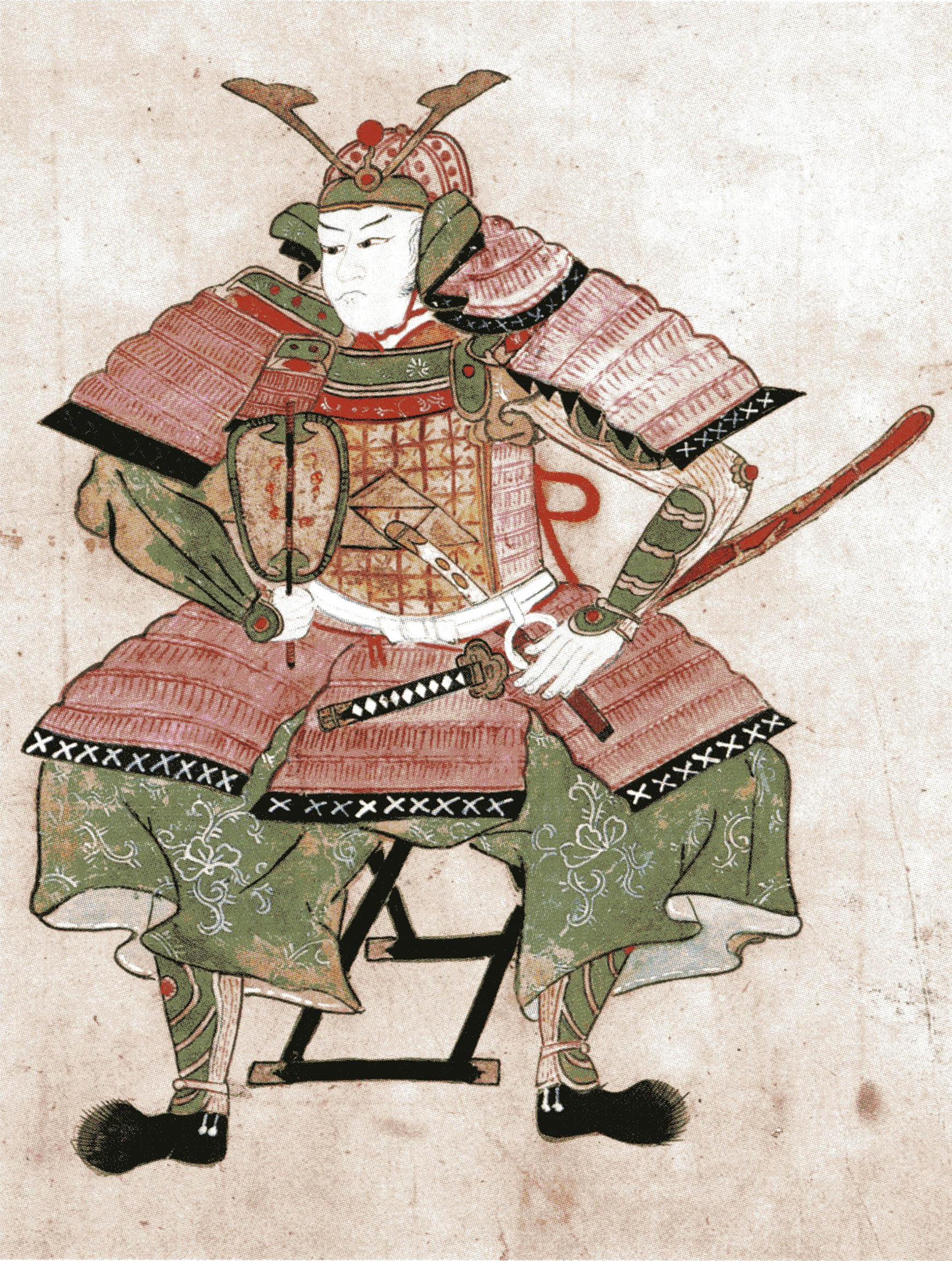
Houjyo Naotoki

Hojo Nakatoki (Japans: 北條仲時) (1306 - Banba, 9 mei 1333) was de zestiende en laatste kitakata Rokuhara Tandai (hoofd binnenlandse veiligheid te Kioto) van 1330 tot 1333.
In 1333 kwam Ashikaga Takauji in opstand tegen de regerende Hojo-clan en viel Kioto aan. De beide leiders van de rokuhara tandai, Hojo Nakatomi en Hojo Tokimasu, vluchtten naar het oosten maar werden gevangengenomen in de provincie Omi. Nakatoki zou samen met 432 man zelfmoord hebben gepleegd bij de Rengeji tempel te Banba.
Nog datzelfde jaar werd de Hojo-clan verslagen bij het Beleg van Kamakura en hiermee kwam tevens een einde aan de Rokuhara Tandai.